# NGC 5109
NGC 5109 (ook: NGC 5113) is een spiraalvormig sterrenstelsel in het sterrenbeeld Grote Beer. Het hemelobject werd op 24 april 1789 ontdekt door de Duits-Britse astronoom William Herschel.

## Synoniemen
- UGC 8393
- MCG 10-19-61
- ZWG 294.32
- IRAS 13189+5754
- PGC 46589